# Golfspielvarianten
Golfspielvarianten sind Abwandlungen des Ballsports Golf.

## Offizielle Spielformen
Es gibt zwei offizielle Spielformen des Golfspiels:
- das Lochspiel (Regel 2 der offiziellen Golfregeln 2008 – 2011) und
- das Zählspiel (Regel 3).

Beim Lochspiel (engl. match play) spielen zwei Parteien gegeneinander eine vereinbarte Anzahl Löcher. Ein Loch wird von der Partei gewonnen, welche den Ball mit weniger Schlägen einlocht, bei gleicher Schlagzahl wird das Loch halbiert. Führt eine Partei mit mehr Löchern, als noch zu spielen sind, so gewinnt sie das Lochspiel. Liegen beide Parteien nach der vereinbarten Anzahl an Löchern gleichauf, so wird bei Mannschaftswettbewerben wie etwa dem Ryder- oder Presidents Cup das Match halbiert, bei Turnierwettbewerben im K.-o.-System (WGC-Accenture Match Play Championship) gibt es ein Stechen um den Sieg.
Beim Zählspiel (engl. stroke play oder medal play) spielen zwei oder mehr Bewerber gegeneinander eine festgesetzte Anzahl an Löchern. Gewonnen hat am Ende der Bewerber, der in der Summe die wenigsten Schläge benötigt hat.

## Zählweisen
Damit Golfspieler unterschiedlicher Spielstärke ihr Ergebnis miteinander vergleichen können, gibt es für beide Spielformen zwei Zählweisen.
Bei der "Brutto"-Zählweise zählen die tatsächlich benötigten Schläge. Bei der "Netto"-Zählweise wird die
Anzahl der tatsächlich benötigten Schläge um einen Wert korrigiert, der sich nach der Spielstärke des
Spielers (Handicap) richtet.

## Spielformen
Außer der klassischen Spielform "Einzel" gibt es noch weitere Spielformen des Lochspiels und des Zählspiels.

### Spielformen des Lochspiels
- Einzel (auch "Single"): Ein Spieler gegen einen anderen.
- Dreier (auch "Threesome"): Ein Gegner gegen zwei andere.
- Vierer (auch "Foursome"): Zwei Spieler gegen zwei andere Spieler. Die Spieler einer Mannschaft schlagen den Ball abwechselnd.
- Dreiball: Drei Spieler jeder gegen jeden.
- Bestball: Ein Spieler gegen den besten Ball von zwei oder drei anderen Spielern.
- Vierball (auch "Fourball"): Der bessere Ball zweier Spieler gegen den besseren Ball zweier anderer Spieler.

### Spielformen des Zählspiels
- Einzel: Jeder Bewerber spielt für sich.
- Vierer: Je zwei Bewerber spielen zusammen mit einem Ball und schlagen abwechselnd bis zum Einlochen. Ein Spieler schlägt an allen geraden, der andere an allen ungeraden Löchern ab.
- Vierball: Zwei Bewerber spielen je einen Ball. Das bessere Ergebnis je Loch zählt zum Gesamtergebnis.

## Wettspiele
Wettspiele (Regel 32-1) sind Zählspielvarianten.

### Gegen Par
Bei dieser Variante wird wie im Lochspiel gerechnet. Es erzielt nur der Spieler ein Ergebnis, der ein Loch besser oder gleich Par erzielt. Löcher, an denen ein Spieler kein Ergebnis erzielt, werden als verlorene Löcher gewertet.
Es gewinnt der Spieler mit dem besten Gesamtergebnis der Löcher.

### Stableford
Beim Stableford werden statt der Schläge Punkte gezählt. Die Anzahl der Punkte richtet sich nach der Anzahl
der Schläge im Verhältnis zum (persönlichen) Par des Spielers unter Berücksichtigung seines Handicaps. Für 2 Schläge über Par oder schlechter gibt es 0 Punkte, für 1 Schlag über
Par 1 Punkt, für Par 2 Punkte, für einen unter Par 3 Punkte, für zwei unter Par 4 Punkte und für 3 unter Par 5 Punkte.

## Weitere Varianten
Neben den offiziellen gibt es eine Reihe inoffizieller Varianten des Golfspiels.

### Bindfadenwettspiel
Eine Zählspielvariante, bei der jeder Spieler ein Stück Bindfaden erhält, dessen Länge vom Handicap des Spielers abhängt. Der Spieler darf den Ball aus einer ungünstigen Lage verschieben, wobei die Entfernung von der Ausgangslage von seinem Stück Bindfaden abgeschnitten wird.
Ein nicht genutztes Stück Bindfaden verfällt hier nach Vollendung von 18 Löchern.

### Short-Track-Matchplay
Ein Matchplay, bei dem man niemals mehr als 2 down liegen kann. Bei dieser Spielform spielt man auf jeden Fall auch das 17. Loch. Dort entscheidet sich das Matchplay frühstens. 
z.B: 2 down nach der 16, also Dormie. Die 17 wird dann ebenfalls verloren - das Match endet 3&1. Oder die 17 wird gewonnen, dann entscheidet sich das Match auf der 18 unentschieden oder 2 auf.

### Bingo Bango Bongo
Bei dieser Spielvariante bleibt die individuelle Spielstärke jedes Teilnehmers außer Betracht.
Wichtig ist nur, dass alle Spieler in der nach den Regeln vorgeschriebenen Reihenfolge spielen.
Für jedes gespielte Loch findet folgende Punktevergabe statt:
Je einen Punkt erhält der Spieler,
- der zuerst das Grün erreicht,
- dessen Ball am nächsten zur Fahne liegt, nachdem alle Bälle auf dem Grün sind,
- der als Erster seinen Ball einlocht.

Durch die Spielreihenfolge kann bei Par-3-Löchern von der Vergabe des ersten Punktes abgewichen werden, da dies zu einseitigen Vorteilen führen kann.

### Bridge
Ähnlich wie bei dem gleichnamigen Kartenspiel wird hier vor jedem Abschlag "gereizt" bzw. geboten.
Wird diese Spielvariante bei einem Vierer gewählt, so haben die Partner vor jedem Loch anzusagen, welchen gemeinsamen Netto-Score sie für das Loch benötigen werden.
Beim ersten Loch hat das Team mit der höchsten, gemeinsamen Vorgabe das Recht, das erste Gebot abzugeben.
Anschließend bietet jeweils das Team, welches das vorhergehende Loch gewonnen hat.
Ist ein Gebot ausgesprochen, besteht für das andere Team die Möglichkeit
- das Gebot anzunehmen
- das Gebot, verbunden mit einem Contra, anzunehmen - dies führt zur Verdoppelung der zu erringenden Punktzahl an diesem Loch
- das Gebot durch ein niedrigeres zu unterbieten.

An einem Loch punkten kann nur das Team, dessen Gebot von der Gegenseite angenommen wurde.
Nach Beendigung des Lochs werden - verglichen mit dem Kartenspiel Punkte vergeben, und zwar
- jeder Schlag über dem Gebot führt zu einem Minuspunkt
- jeder Schlag unter dem Gebot zu einem Pluspunkt.

Die Plus- bzw. Minuspunkte erhält jedoch nur das Team, dessen Gebot angenommen wurde.

### Chapman-Vierer
Beide Partner schlagen an jedem Loch ab. Als zweiten Schlag spielen beide Partner über
Kreuz jeweils den Ball des anderen weiter. Nach diesem zweiten Schlag wird ein Ball
ausgewählt. Ist der ausgewählte Ball der Ball, den Spieler A als zweiten Schlag gespielt
hat, spielt B mit diesem Ball den nächsten Schlag, der andere Ball wird aufgehoben. Dann
schlägt wieder A usw. - abwechselnd bis der Ball eingelocht ist. Gezählt wird nach
Zählspielregeln, das Brutto-Ergebnis wird eingetragen und die Vorgabe nach Beendigung
der Runde eingetragen.
Strafschläge berühren die Spielreihenfolge nicht !
Vorgabe: 1/2 Summe der Spielvorgabe der Partner für die Runde.

### Texas-Scramble
Maximal vier Spieler treten als Team an und werden zusammen gewertet. Nach jedem Schlag sucht sich das Team den besten Ball aus und alle Spieler spielen dann von diesem Punkt weiter.

### Shanghai-Vierer
Der Shanghai-Vierer ist eine Variation des Vierers mit Auswahldrive (Greensome). Ein Flight besteht aus vier Spielern, wobei immer zwei Spieler ein Team bilden. Beide Partner eines Teams schlagen an jedem Loch ab, aber anstatt auszuwählen, welchen Ball sie weiterschlagen wollen, entscheiden das ihre Mitbewerber im gleichen Flight. Beim Greensome wählt man normalerweise den besser liegenden Ball. Beim Shanghai-Vierer dürften die Mitbewerber den schlechteren Ball wählen - was zu interessanten Spielsituationen führen wird.

### Double
Diese Spielform wird bevorzugt von Zweierflights verwendet. Gespielt wird um Löcher nach Lochwettspielregeln. Gespielt wird um Einheiten je gewonnenem Loch (exemplarisch 0,50 €/Einheit). Nachdem der erste Spieler abgeschlagen hat, steht beiden die Option frei, zu verdoppeln. Nur wenn ein Doppel angekündigt wird, kann durch die nächste Partei erneut verdoppelt oder akzeptiert werden. Verdoppelt die nächste Partei wiederum, geht diese Prozedur weiter, bis ein Spieler akzeptiert.
Danach wird der nächste Schlag vorgenommen und die Wetten beginnen erneut.
Eine wichtige Grundregel dieser Variante ist, dass nur nach dem ersten Abschlag beide Parteien verdoppeln können. Danach kann immer nur der bieten, der zuletzt das Angebot des Gegners akzeptiert hat.

### Eclectic
Ein Zählspiel über mehrere Runden bei dem nur das beste Ergebnis über alle Runden für jedes Loch gezählt wird.

### Flaggenwettspiel
Eine Zählspielvariante bei der jeder Spieler eine von seinem Handicap abhängige Anzahl von Schlägen und eine Fahne mit seinem Namen bekommt. Erreicht ein Spieler seine Schlagzahl, setzt er seine Fahne an der entsprechenden Stelle auf der Bahn / Grün. Gewonnen hat der Spieler der am nächsten am Loch liegt (quasi "Nearest-To-The-Pin" nach Erreichen der maximalen Schlagzahl).
Beenden Spieler das 18. Grün und haben noch eine Restanzahl von Schlägen wird das Spiel an Bahn 1 weiter fortgesetzt.

### KO Wettspiel
Ein Wettspiel von 2n Spielern über n Runden. Jeweils 2 Spieler spielen gegeneinander. Der bessere kommt eine Runde weiter.

### Nassau
Das wohl bekannteste Wettspiel im Golf. Benannt nach dem Nassau Country Club, in dem es um 1900 erfunden wurde. Bei diesem Spielmodus laufen drei Spiele:
- eins um die ersten 9 Loch
- eins um die zweiten 9 Loch
- eins um die gesamten 18 Loch.

Für die Bewertung der 3 Spiele gibt es üblicherweise 3 Varianten der Wertung
1. 3 Einheiten (1 für die ersten 9, 1 für die zweiten 9, 1 für die gesamte Runde)
2. 4 Einheiten (1 für die ersten 9, 1 für die zweiten 9, 2 für die gesamte Runde)
3. 5 Einheiten (1 für die ersten 9, 2 für die zweiten 9, 2 für die gesamte Runde).

### One Ball
Lochspielvariante bei der zwei Parteien abwechselnd denselben Ball spielen.

### Prager
Hierbei handelt es sich um eine Variante von Double, es wird ebenfalls um Einsätze je Loch "verhandelt". Die Wetteinsätze werden jedoch erst abgegeben, nachdem alle Bälle abgeschlagen wurden. Jeder Spieler hat dann das Recht zu verdoppeln, bis eine der Seiten akzeptiert.

### Skin Game
Beim Skin Game (auch Groschenpott oder Syndikat genannt), wird um einen Geldbetrag pro Loch gespielt. Auch hier wird üblicherweise in Einheiten (exemplarisch 0,50 €/Einheit) gewertet.
Mit der Zusatzoption "Carry-Over" wird dem Fall Rechnung getragen, dass kein Spieler für sich allein den niedrigsten Score erzielt. In diesem Fall würde der Skin (die Einheit) auf das nächste Loch übergehen. Dies wiederholt sich solange, bis ein Spieler einen Skin für sich entscheiden kann.

### Greensome und Bloodsome
Eine Lochspielvariante, bei der zwei Mannschaften gegeneinander spielen. Jeder Spieler schlägt vom Tee ab und die Mannschaft entscheidet, mit welchem Ball weiter gespielt wird, und zwar immer abwechselnd, beginnend mit dem Spieler, dessen Abschlag nicht gewählt wurde. Bei Bloodsome darf die gegnerische Mannschaft bestimmen, welcher Ball weitergespielt werden muss.
Greensome wird häufig nicht als Lochspiel, sondern als Zählspiel ausgetragen, bei dem ein Gesamthandicap der Mannschaft (Durchschnitt beider Handicaps) zum Einsatz kommt.

### Battle Golf
Eine Lochspielvariante, bei der der Gewinner eines Lochs dem Gegner einen Schläger aus dem Bag entfernen darf oder sich einen vorher entfernten Schläger zurückholen darf.

## Wettspielvarianten
Manchmal werden beim Golf auch Seitenwetten (engl. Side-bets; auch Trash oder Garbage genannt) abgeschlossen. Mögliche Seitenwetten sind zum Beispiel:

### Arnies
benannt nach Arnold Palmer. Ein Wettspiel, bei dem es Punkte für Spieler gibt, die das Fairway oder das Grün verfehlen und dann trotzdem mindestens Par spielen.

### Barky
Ein Wettspiel (auch Woodies oder Seves (nach Seve Ballesteros) benannt), bei dem es Punkte für Spieler gibt, die einen Baum treffen und dann trotzdem mindestens Par spielen.

### Hogans
benannt nach Ben Hogan. Ein Wettspiel, bei dem es Punkte für Spieler gibt, die das Fairway
und/oder das Grün treffen und dann mindestens Par spielen.

### Nessie (oder auch Gurgly)
Hier hat das allseits bekannte Seeungeheuer für den Namen herhalten müssen. Einen Punkt erzielt der Spieler, der trotz eines im Wasserhindernis verlorenen Balles ein Netto-Par erstreitet.

### Sandy
Ein Wettspiel, bei dem es Punkte für Spieler gibt, die einen Bunker treffen und dann trotzdem mindestens Par spielen.

### Snake
Bei dieser Zusatzwette geht es um das Putten. Hier wird üblicherweise um eine Einheit für die ersten 9 Löcher und eine für die zweiten 9 Löcher gewettet.
Wer auf dem Grün zuerst 3 Putts benötigt erhält die "Schlange". Diese behält er solange, bis der nächste Spieler einen Dreiputt benötigt. Benötigen mehrere Spieler auf einem Grün diese Schlagzahl, bekommt die Schlange, wer in korrekter Reihenfolge als letzter einen Dreiputt beendet.
Interessant wird es dann, wer am 9. oder 18. Grün zuletzt die Schlange "hält". Dieser Spieler schuldet seinem Mitspieler bzw. seinen Mitspielern den Wetteinsatz.